# Live Session EP (iTunes Exclusive)
Live Session EP (iTunes Exclusive) é o primeiro EP ao vivo da banda de rock alternativo de Los Angeles, Silversun Pickups, lançado no dia 27 de fevereiro de 2007.

## Faixas
Todas as faixas escritas e compostas por Silversun Pickups. 
| N.º | Título                                | Duração |  |
| 1.  | "Lazy Eye" (Ao Vivo)                  | 5:37    |  |
| 2.  | "Rusted Wheel" (Ao Vivo)              | 5:24    |  |
| 3.  | "Well Thought Out Twinkles" (Ao Vivo) | 4:01    |  |
| 4.  | "Kissing Families" (Ao Vivo)          | 4:38    |  |

## Formação
- Brian Aubert → Guitarra, Vocal
- Nikki Monninger → Baixo, Vocal
- Christopher Guanlao → Bateria
- Joe Lester → teclado, Sample, Sound Manipulation

## Ficha Técnica
- Gravado ao vivo no: Cyclops Studio, São Francisco, 31 de Agosto de 2006
- Mixado por: Gordon Brislawn
- Masterizado por: Dave Cooley no Elysian Masters